# Lino Marzorati
Lino Marzorati (ur. 12 października 1986 w Rho) – włoski piłkarz występujący na pozycji prawego obrońcy. Obecnie gra w Empoli FC.

## Kariera klubowa
Lino Marzorati jest wychowankiem zespołu A.C. Milan. Profesjonalny kontrakt z tym klubem podpisał w 2004. W tym samym roku razem z drużyną sięgnął po Superpuchar Włoch. W Serie A zadebiutował 22 maja 2005 w zremisowanym 3:3 meczu ligowym z US Palermo. W następnym sezonie Marzorati ani razu nie pojawił się na boisku, a działacze „Rossonerich” zdecydowali się wypożyczyć go do Empoli FC. W nowym klubie włoski zawodnik rozegrał 26 spotkań i 28 lutego 2007 w wygranym 3:1 pojedynku z Messiną strzelił pierwszą bramkę w karierze. Sezon 2007/2008 rozpoczął jako podstawowy zawodnik linii defensywnej Empoli i wystąpił w 32 meczach.
W 2008 działacze Empoli FC wykupili Marzoratiego z Milanu na stałe. W sezonie 2008/2009 rozegrał 27 meczów w Serie B. 16 lipca 2009 Włoch podpisał kontrakt z pierwszoligowym Cagliari Calcio i do końca sezonu rozegrał dla niego 19 ligowych meczów. Latem Marzorati odszedł do Empoli FC.

## Kariera reprezentacyjna
Marzorati ma za sobą występy dla młodzieżowych reprezentacjach Włoch. Grał w zespołach do lat 16, 17, 19, 20 oraz 21. W drużynie do lat 21 zadebiutował 12 grudnia 2006 w zwycięskim 2:0 meczu z młodzieżową drużyną Luksemburga. W 2008 Marzorati razem z zespołem narodowym zwyciężył w „Torneo di Tolone”.